# Volta a Baviera 2015

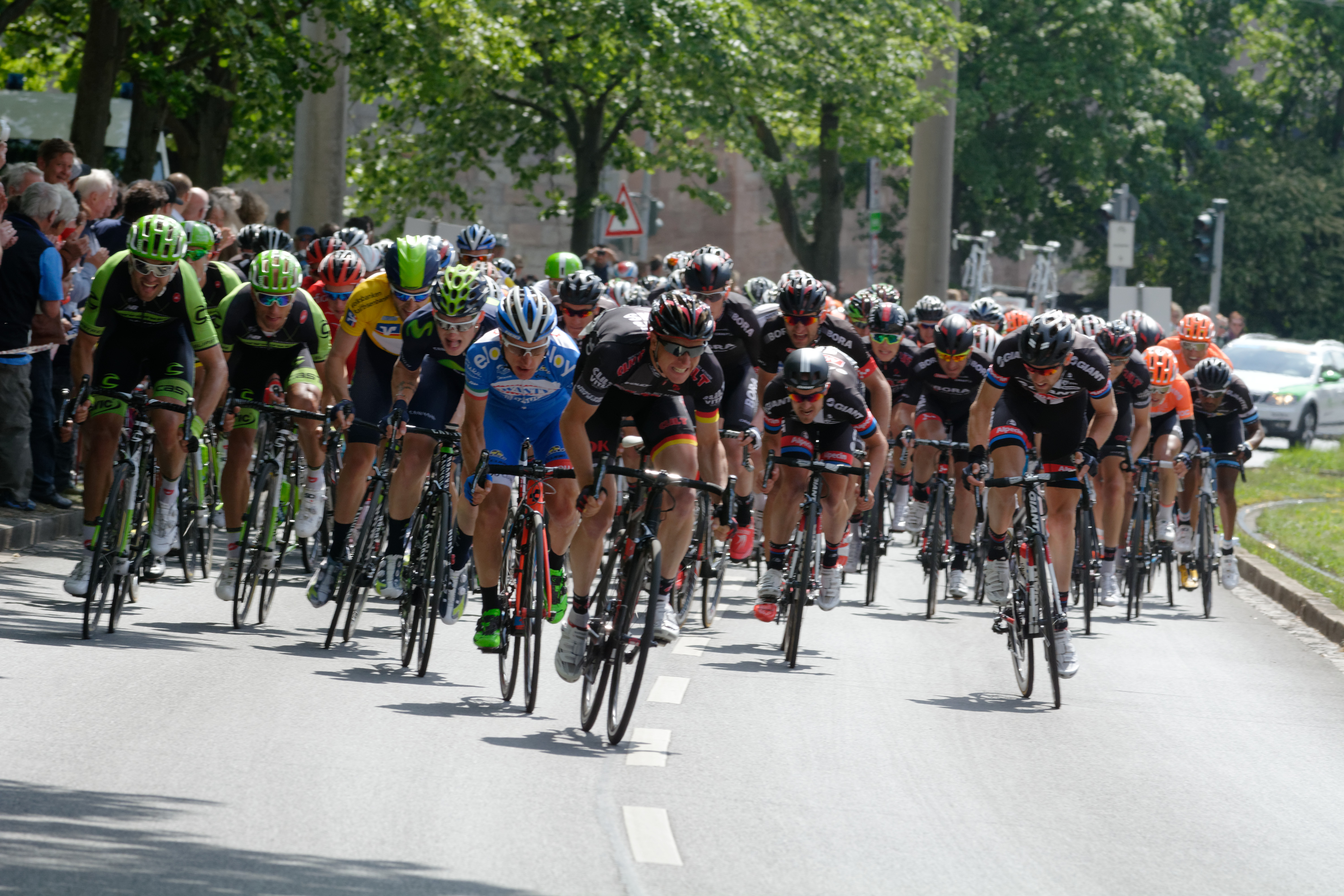
Imatge del pilot durant la cursa de 2015.

La Volta a Baviera 2015, 36a edició de la Volta a Baviera, es disputà entre el 13 i el 17 de maig de 2015 sobre un recorregut de 830,6 km repartits entre cinc etapes. La cursa formà part del calendari de l'UCI Europa Tour 2015, amb una categoria 2.HC.
El vencedor final fou el britànic Alex Dowsett (Movistar Team), vigent rècord de l'hora, que basà la seva victòria en la contrarellotge individual de la quarta etapa. Tiago Machado (Team Katusha) i Jan Bárta (Bora-Argon 18) completaren el podi. Frederik Veuchelen guanyà la muntanya; John Degenkolb, vencedor de dues etapes, la dels punts; Dylan van Baarle la dels joves i el Cannondale-Garmin, amb tres ciclistes entre els deu primeres, fou el millor equip.

## Equips
L'organització convidà a prendre part en la cursa a cinc equips World Tour, vuit equips continentals professionals i sis equips continentals:
- equips World Tour: IAM Cycling, Cannondale-Garmin, Movistar Team, Team Katusha, Team Giant-Alpecin
- equips continentals professionals: MTN Qhubeka, Cofidis, Southeast, Colombia, Bora-Argon 18, Wanty-Groupe Gobert, Team Roompot, Cult Energy Pro Cycling
- equips continentals: Bike Aid, LKT Team Brandenburg, Rad-Net Rose, Team Stölting, Team Stuttgart, Team Heizomat

## Etapes
| Etapa | Data       | Recorregut              |       | Km                        | Vencedor d'etapa     | Líder de la general  | Ref.        |
| ----- | ---------- | ----------------------- | ----- | ------------------------- | -------------------- | -------------------- | ----------- |
| 1     | 13 de maig | Regensburg - Waldsassen | 221,3 | Etapa de mitja muntanya   | Sam Bennett (IRL)    | Sam Bennett (IRL)    | [ 3 ] [ 4 ] |
| 2     | 14 de maig | Waldsassen - Selb       | 179,5 | Etapa de mitja muntanya   | John Degenkolb (GER) | John Degenkolb (GER) | [ 5 ]       |
| 3     | 15 de maig | Selb - Ebern            | 205,9 | Etapa accidentada         | Sam Bennett (IRL)    | Sam Bennett (IRL)    | [ 6 ]       |
| 4     | 16 de maig | Haßfurt - Haßfurt       | 26,1  | contrarellotge individual | Alex Dowsett (GBR)   | Alex Dowsett (GBR)   | [ 7 ]       |
| 5     | 17 de maig | Haßfurt - Nuremberg     | 197,8 | Etapa plana               | John Degenkolb (GER) | Alex Dowsett (GBR)   | [ 2 ]       |

## Classificació final
|    | Ciclista                   | Equip             | Temps       |
| -- | -------------------------- | ----------------- | ----------- |
| 1  | Alex Dowsett (GBR)         | Movistar Team     | 20h 07' 29" |
| 2  | Tiago Machado (POR)        | Team Katusha      | + 2"        |
| 3  | Jan Bárta (CZE)            | Bora-Argon 18     | + 18"       |
| 4  | Ramūnas Navardauskas (LTU) | Cannondale-Garmin | + 22"       |
| 5  | Dylan van Baarle (NED)     | Cannondale-Garmin | + 31"       |
| 6  | Nils Politt (GER)          | Team Stölting     | + 33"       |
| 7  | Jack Bauer (NZL)           | Cannondale-Garmin | + 46"       |
| 8  | Larry Warbasse (USA)       | IAM Cycling       | + 47"       |
| 9  | Gustav Larsson (SWE)       | Cannondale-Garmin | + 52"       |
| 10 | Jasha Sütterlin (GER)      | Movistar Team     | + 53"       |

## Evolució de les classificacions
| Etapa | Vencedor       | Classificació general | Classificació dels eprints | Classificació de la muntanya | Classificació dels joves | Classificació per equips |
| ----- | -------------- | --------------------- | -------------------------- | ---------------------------- | ------------------------ | ------------------------ |
| 1     | Sam Bennett    | Sam Bennett           | Jonas Koch                 | Rodolfo Torres               | Jonas Koch               | Wanty-Groupe Gobert      |
| 2     | John Degenkolb | John Degenkolb        | John Degenkolb             | Marco Minnaard               | Jonas Koch               | Wanty-Groupe Gobert      |
| 3     | Sam Bennett    | Sam Bennett           | Sam Bennett                | Simone Antonini              | Jonas Koch               | Wanty-Groupe Gobert      |
| 4     | Alex Dowsett   | Alex Dowsett          | Sam Bennett                | Simone Antonini              | Dylan van Baarle         | Cannondale-Garmin        |
| 5     | John Degenkolb | Alex Dowsett          | John Degenkolb             | Frederik Veuchelen           | Dylan van Baarle         | Cannondale-Garmin        |
| Final | Final          | Alex Dowsett          | John Degenkolb             | Frederik Veuchelen           | Dylan van Baarle         | Cannondale-Garmin        |